# Château de Rodengo
Le château fort de Rodenegg ou de Rodengo, dans la province autonome de Bolzano, se dresse sur un piton rocheux étroit du val Pusteria, entre les villages de Naz-Sciaves et de Rio di Pusteria, et domine par trois à-pics le défilé de la Rienza.

## Histoire

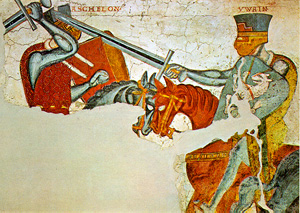
Fresque inspirée d'Yvain ou le Chevalier au lion, roman de Chrétien de Troyes, au château de Rodenegg.

Ce château fut édifié dans la première moitié du XIIe siècle par Frédéric Ier de Rodank (Rodeneck) et ne comportait à l'origine qu'un donjon et un corps de logis. Les seigneurs de Rodank étaient une puissante famille de ministériels qui jusqu'à son extinction vers 1300 conserva la propriété de ce château. Ensuite pendant 200 ans, il fut administré par les comtes de Tyrol avant d'échoir en 1491 aux barons (puis comtes) de Wolkenstein-Rodenegg, lesquels agrandirent le château au XVIe siècle et en firent une résidence somptueuse. Cette famille possède encore aujourd'hui le château.
Le château de Rodenegg est toujours en bon état, et une aile est même toujours habitée. La principale curiosité de l'édifice est la fresque inspirée de l’épopée d'Yvain écrite par Hartmann von Aue d'après le roman Yvain ou le Chevalier au lion de Chrétien de Troyes, découverte en 1972 : elle constitue la plus ancienne peinture murale profane du monde germanophone (création entre 1200 et 1230).
Les autres particularités du domaine sont la chapelle Saint Michel, la salle d'armes, les jardins et le cul de basse-fosse, oubliettes où fut jeté le sorcier Matthias Perger « Lauterfresser » (ainsi surnommé pour sa dilection pour les breuvages = Lauteres en haut-allemand). Le château de Rodenegg fut en 1645 le théâtre d'un procès en sorcellerie spectaculaire, où l'on condamna plusieurs marginaux au bûcher.

## Galerie

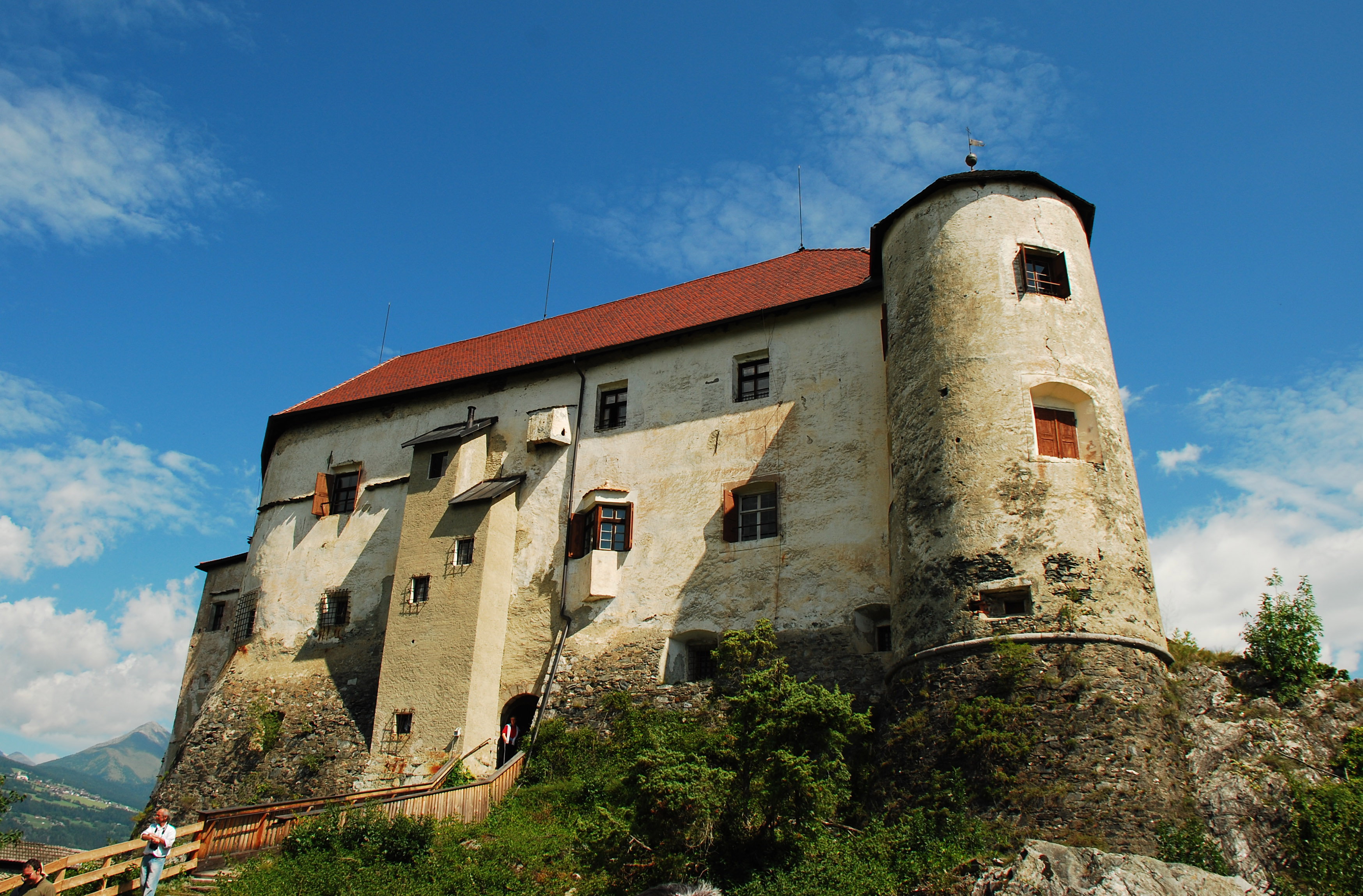
Le château vu du jardin.
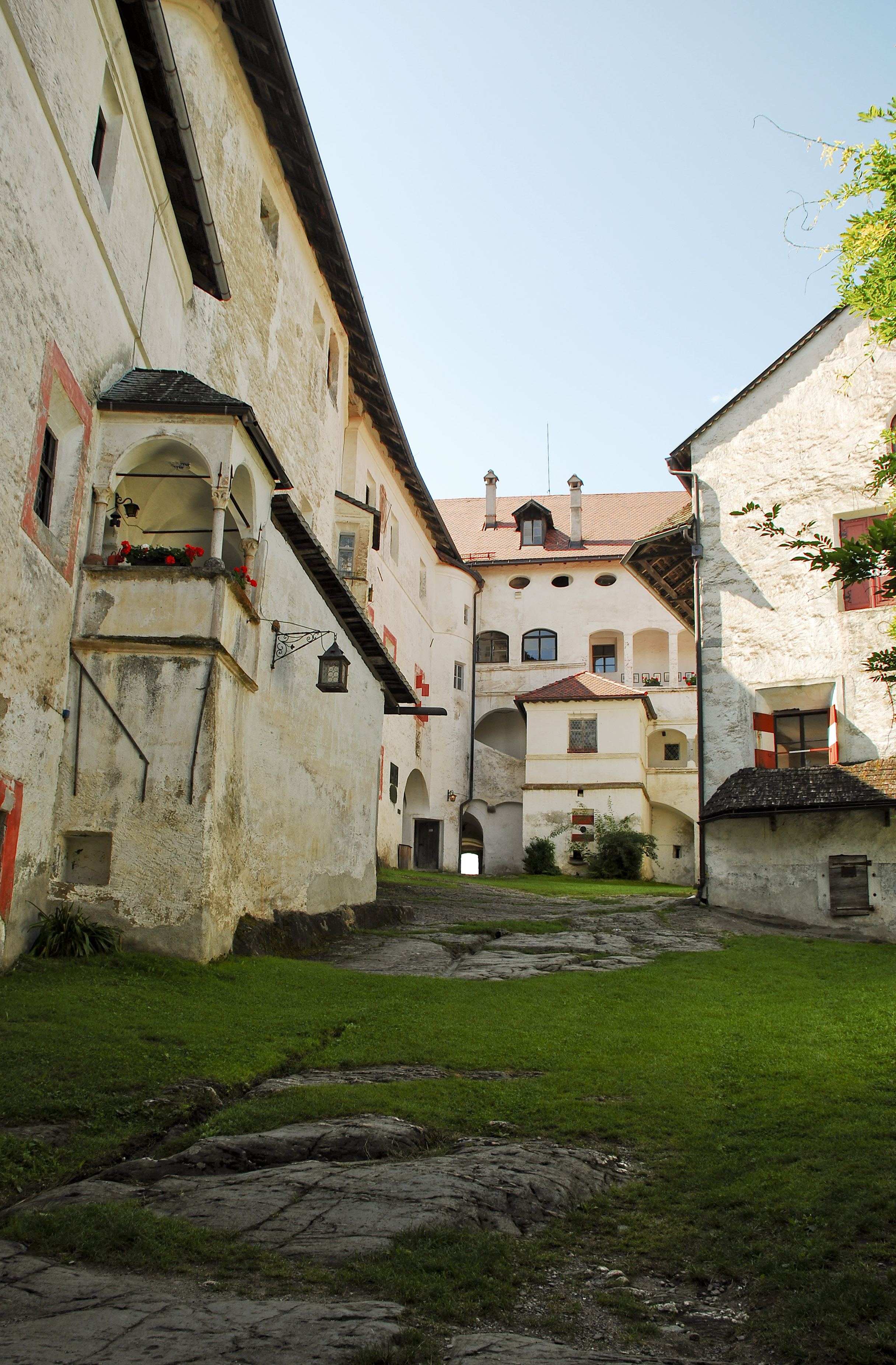
La cour intérieure.
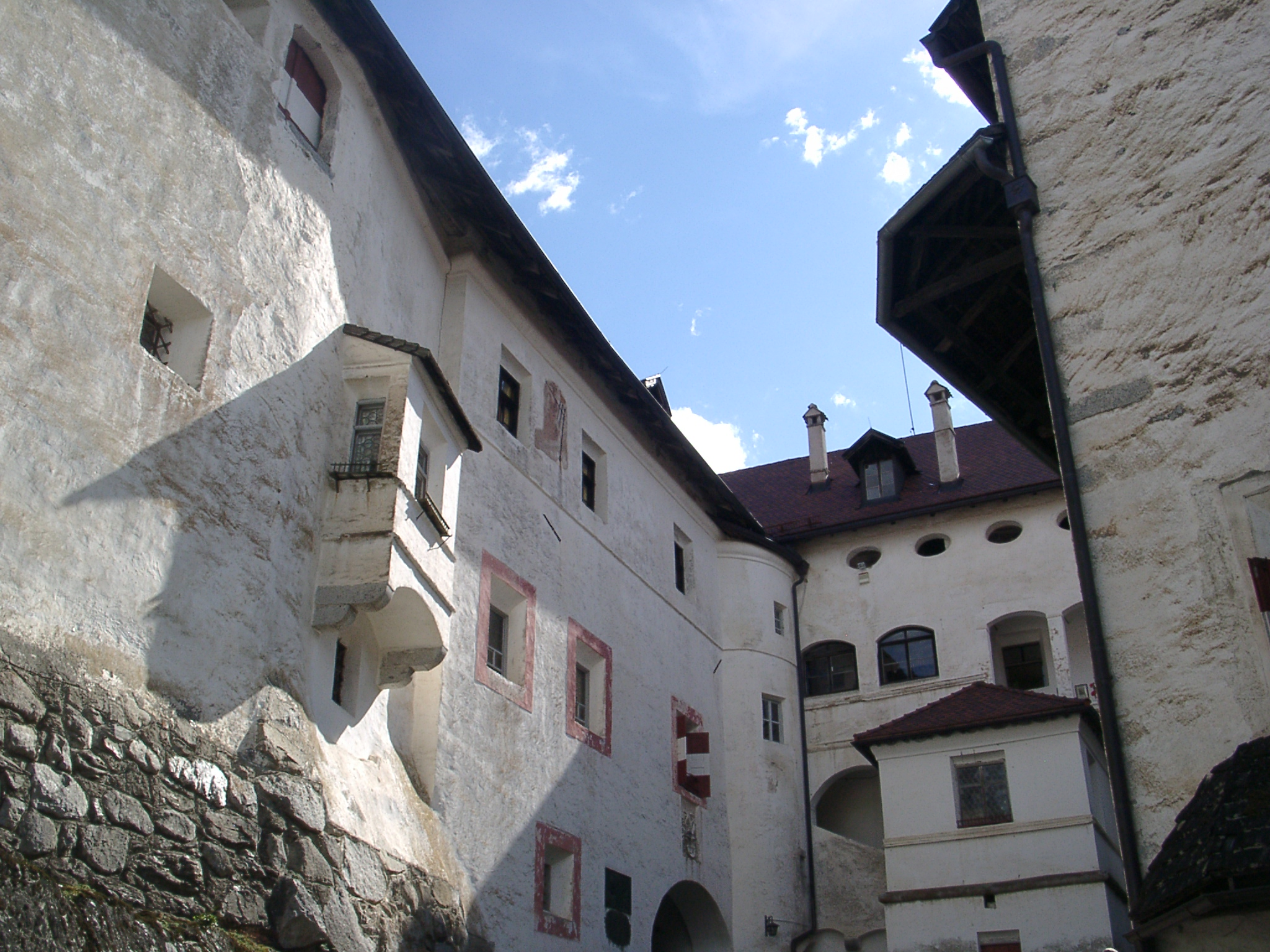
Détails de la cour intérieure.
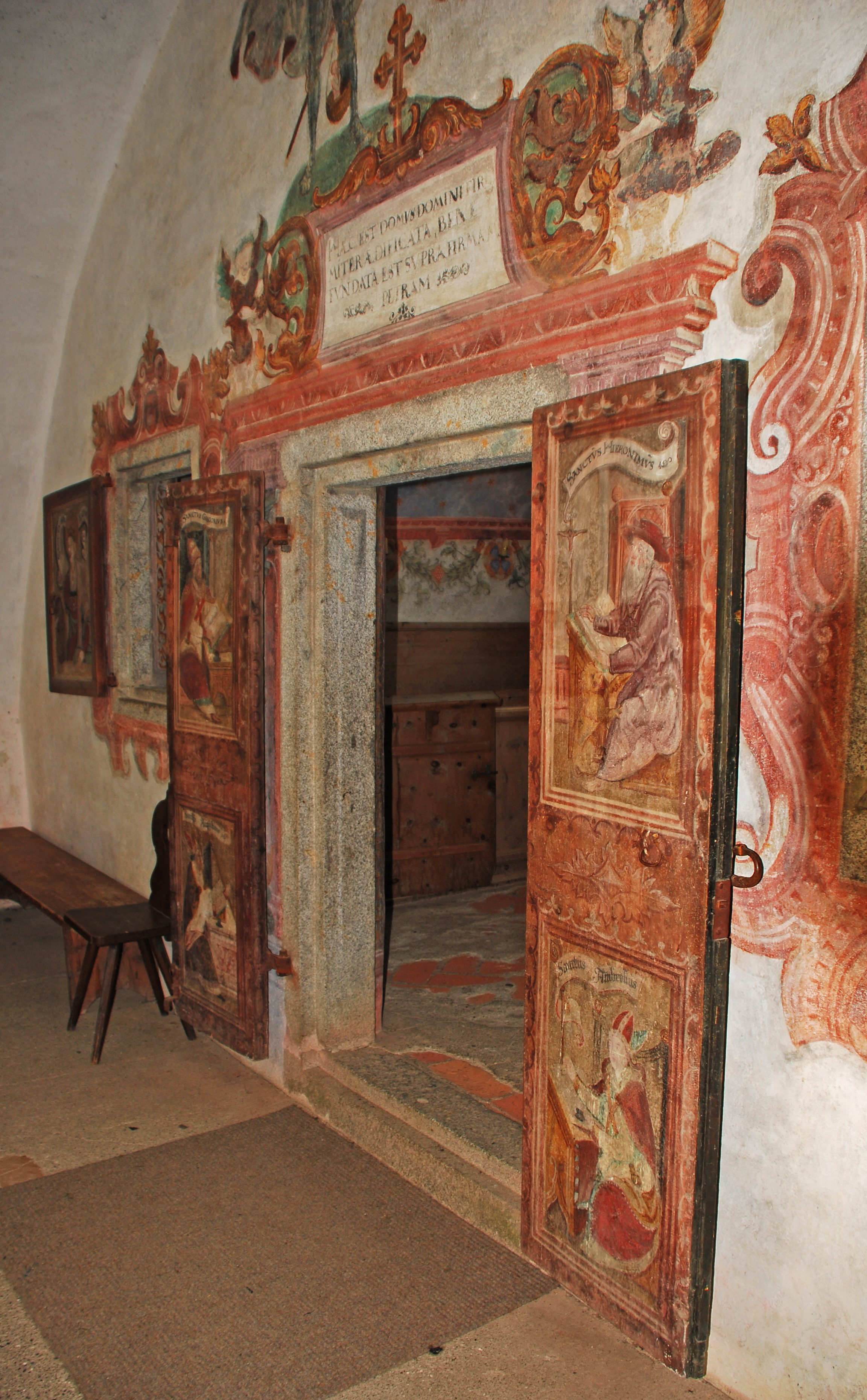
La chapelle de San Michele.
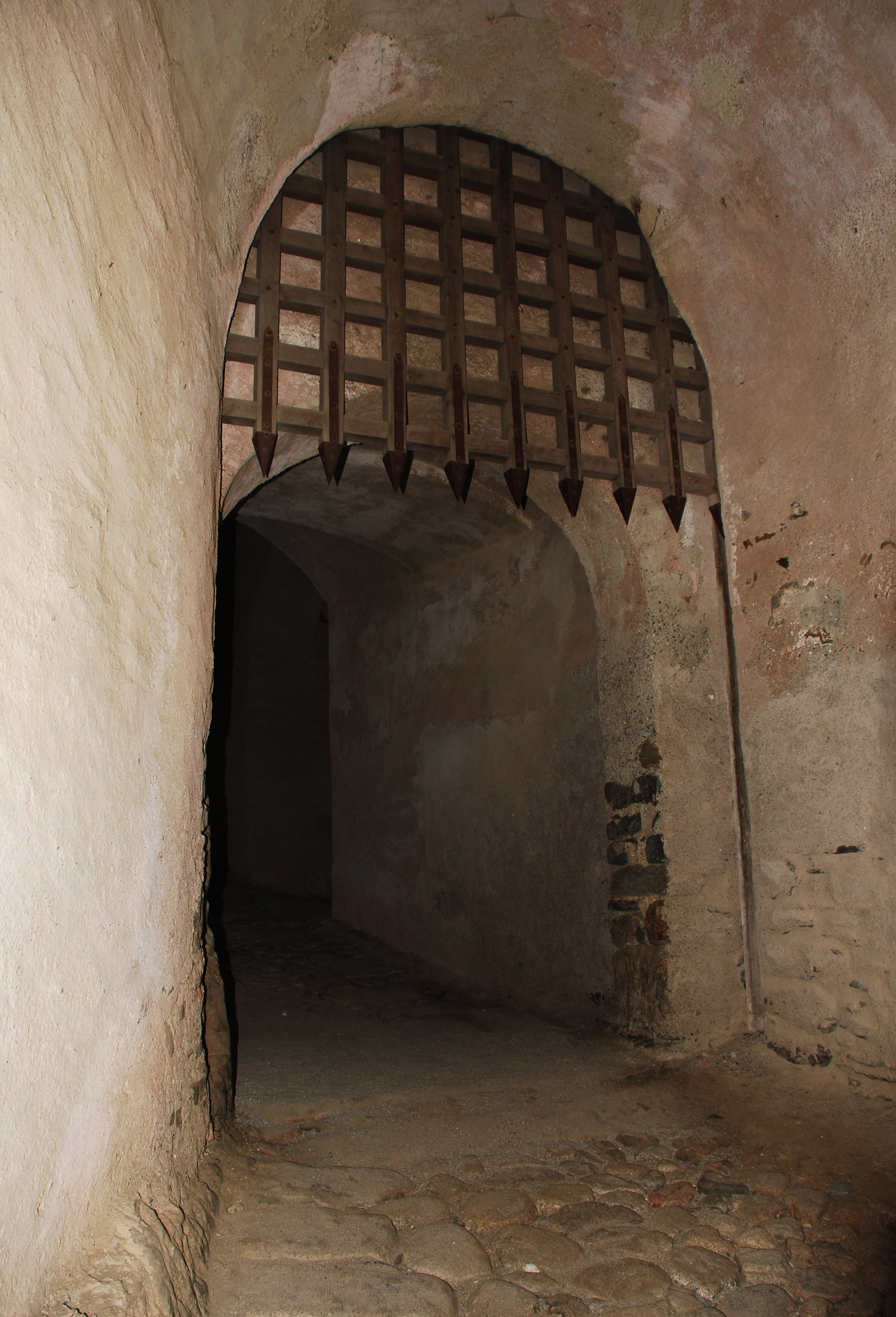
Entrée dans la cour.
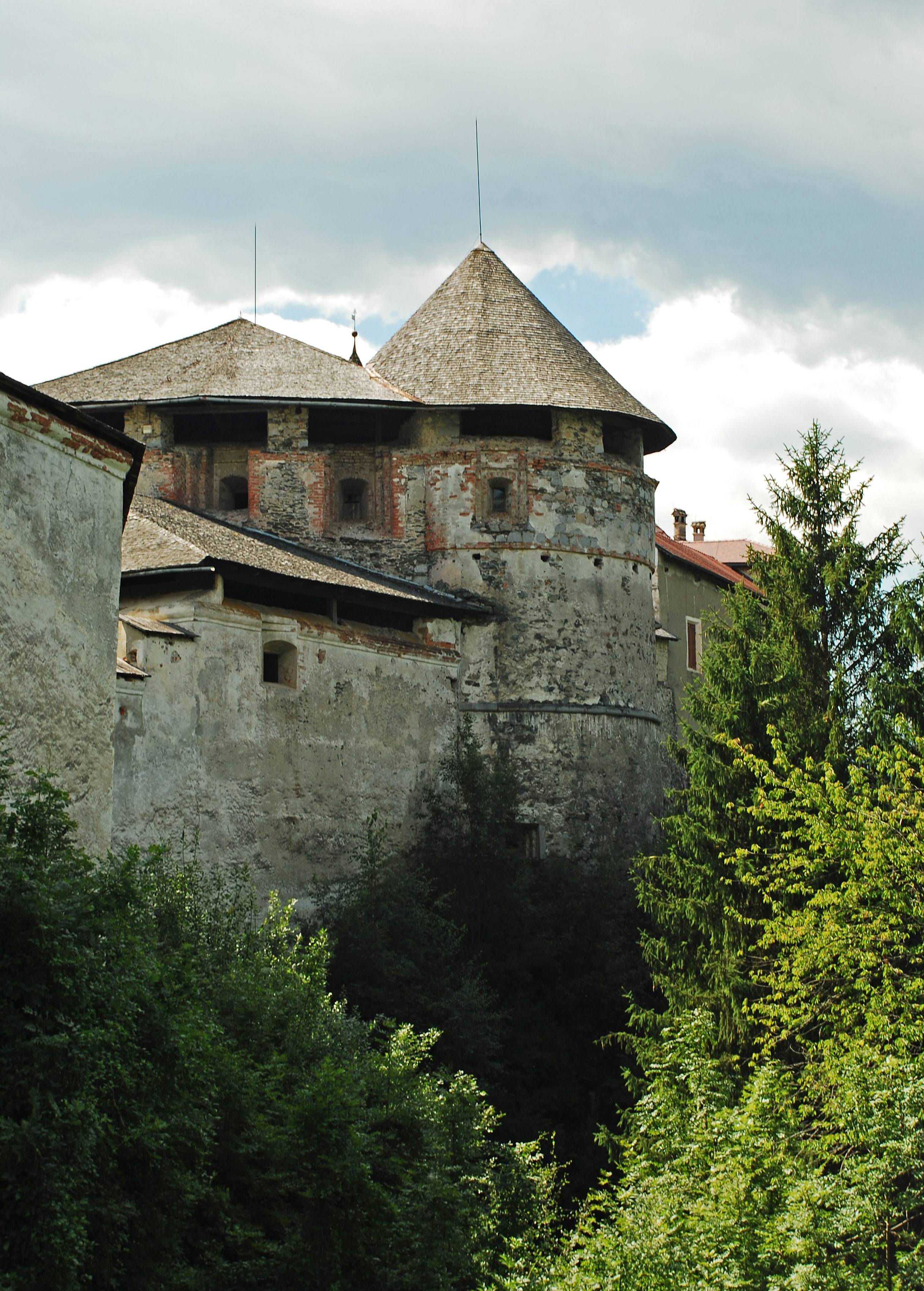
Vue extérieure.
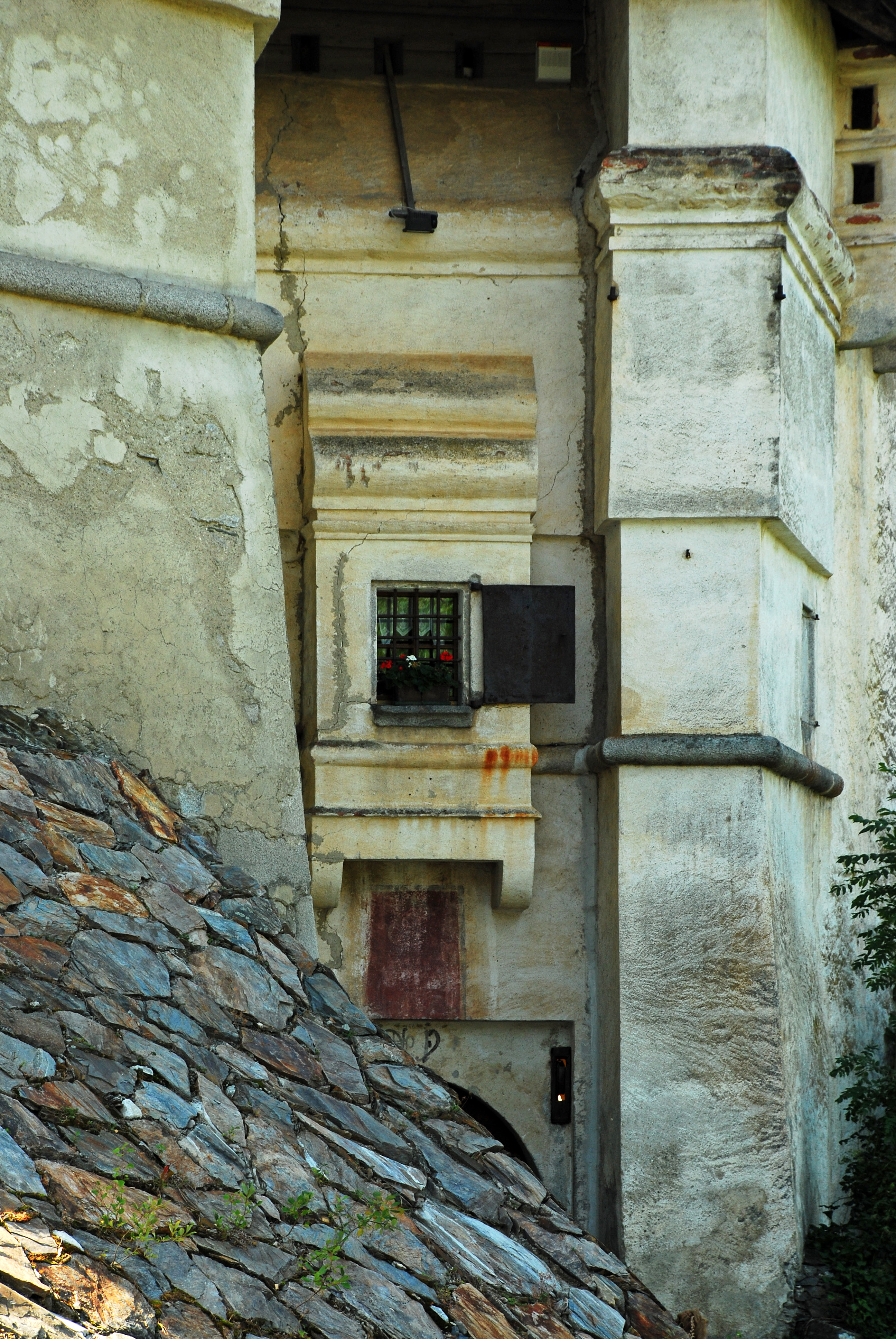
Un détail de l'extérieur.

## Source de la traduction
- (de) Cet article est partiellement ou en totalité issu de l’article de Wikipédia en allemand intitulé « Schloss Rodenegg » (voir la liste des auteurs).